# Alphonse Pinoy
Alphonse Pinoy (Lebensdaten unbekannt) war ein französischer Turner.

## Leben und Karriere
Pinoy turnte für den Verein Société de Gymnastique La Patriote de Croix aus dem nordfranzösischen Croix. Er nahm als Mitglied der französischen Turnriege an den Olympischen Sommerspielen 1908 in London teil, die den Mannschaftsmehrkampf auf dem fünften Rang unter acht teilnehmenden Nationen mit insgesamt 319 von 480 möglichen Punkten beendete. Der Mehrkampf bestand aus einer bis zu 30 Minuten dauernden Gruppenübung nach dem schwedischen System. Der 40-köpfigen Riege gehörten außerdem Léon Bogart, Albert Borizée, Nicolas Constant, Charles Courtois, Henri Debreyne, Louis Delattre, Alfred Delescluse, Louis Delescluse, Georges Demarle, Joseph Derou, Camille Desmarcheliers, Charles Desmarcheliers, Édmond Dharancy, Georges Donnet, Émile Duhamel, Albert Duponchelle, Paul Durin, Alphonse Eggremont, G. Guiot, Léon Hennebicque, Hubert Hubert, Désiré Hudelo, Edmond Labitte, Louis Léstienne, Raymond Lis, Victor Magnier, Georges Nys, Joseph Parent, Victor Polidori, Louis Poppe, Gustave Pottier, Louis Sandray, Édouard Schmoll, Émile Steffe, Émile Vercruysse, Hugo Vergin, Ernest Vicogne, Jules Walmée und Gustave Warlouzet an.